# Manuel Aragonès Virgili
Manuel Aragonès Virgili (Tarragona, 1 de gener de 1916 - Reus, octubre de 2008) va ser un advocat i editor reusenc.
Fill de Manuel Aragonès Miarnau i d'Agustina Virgili Aixelà, tots dos de Reus, va viure des de molt petit a Reus, on el seu pare tenia un comerç de vi, que va ser destruït per les bombes franquistes durant la guerra civil. Després de cursar el batxillerat a l'Institut de Reus, va matricular-se de Dret a la Universitat de Barcelona. Mobilitzat a la guerra civil, es va passar als franquistes i va actuar al cos jurídic militar, defensant presoners republicans. Al final de la guerra va obrir un despatx a Reus i va ocupar el càrrec de secretari a l'Il·lustre Col·legi d'Advocats de la ciutat. També tenia despatx a Tarragona, Barcelona i Madrid. Destacat falangista va participar en el trasllat de les restes de José Antonio Primo de Rivera. Amb gran facilitat oratòria, va ser regidor a l'Ajuntament franquista i el «Jefe» de sindicats. Xavier Amorós diu que va ser un dels impulsors i membre de la primera junta de l'Associació d'Estudis Reusencs, l'any 1952, i el defineix com un «home de lleis, escriptor, tinent d'alcalde amb molta presència al consistori anterior i exdelegat de Sindicats».
Era un dels promotors de la cooperativa de Sant Pere i Sant Pau, a Tarragona, que va donar lloc al barri tarragoní d'aquest nom. Va ser president d'aquella cooperativa i vicepresident del l'organisme estatal de Cooperatives d'habitatges. Es va presentar per senador a les primeres eleccions democràtiques el 1979, com a independent, però no va sortir elegit.
Vinculat a Cornudella, va fer donació del palauet que la Fundació Roger de Belfort hi tenia a l'Ajuntament de la vila, amb una biblioteca situada a la primera planta amb 15.000 volums. També tenia relació amb Riudecanyes, i allà hi va instal·lar la seu de la fundació Loaiza-Vidiella.

## Publicacions
Va publicar articles sobre la història reusenca al Semanario Reus i a altres publicacions comarcals i foranes.
Va fundar una editorial amb el nom de «Fundació d'Història i Art Roger de Belfort» on sobretot editava obres d'història local i comarcal. També va dirigir la revista Unión, portaveu de la Unió de Cooperatives del Camp, durant els anys 1962 a 1969. Va ser autor de:
- Historia del Pontificado: vidas de los pontífices romanos desde San Pedro, Príncipe de los Apóstoles, hasta Su Santidad Pío Papa XII, gloriosamente reinante. Barcelona: Rafael Casulleras, 1945-46. 3 vols.[5]
- Lletres d'amor en temps de guerra: Roger a Elisabeth: 1935-1938. Barcelona: Torrell de Reus, 1971. (edició limitada a 100 exemplars).[6]
- Adaptació radiofònica del Ball de la Mare de Déu. Reus: Impremta Diana, 1954.[2]